# Antoine (Arkansas)
Pour l’article homonyme, voir Antoine.
Antoine est une ville américaine du Comté de Pike, dans l'État de l'Arkansas aux États-Unis. 
Au recensement de 2000, la population s'élevait à 156 personnes.
Le Bureau du recensement des États-Unis indique une superficie de 1,3 km2 pour Antoine.
Son nom lui fut donné par les trappeurs français et coureurs des bois canadiens français quand ils arpentaient cette région septentrionale de la Louisiane française et des Grands Lacs, à l'époque de la Nouvelle-France en mémoire d'un des leurs nommé Antoine et qui mourut en ce lieu et fut enterré sur une colline dominant la rivière Antoine qui coule dans cette ville. Aujourd'hui un cimetière se dresse à cet endroit de la ville d'Antoine surplombant la rivière Antoine.

## Démographie
| 1930 | 1940 | 1950 | 1960 | 1970 | 1980 |
| ---- | ---- | ---- | ---- | ---- | ---- |
| 210  | 233  | 209  | 163  | 182  | 194  |

| 1990 | 2000 | 2010 | - | - | - |
| ---- | ---- | ---- | - | - | - |
| 160  | 156  | 117  | - | - | - |